# Alapars
Alapars là một đô thị thuộc tỉnh Kotayk, Armenia. Dân số ước tính năm 2011 là 2363 người.